# Воластра (Ла Специја)
Воластра је насеље у Италији у округу Ла Специја, региону Лигурија.
Према процени из 2011. у насељу је живело 141 становника. Насеље се налази на надморској висини од 332 м.